# Dženana Neimarlija
Dženana Neimarlija (Travnik, 16 gennaio 1972 – 2 dicembre 2001) è stata una cestista bosniaca, fino al 1991 jugoslava.

## Carriera
Con la Bosnia ed Erzegovina ha disputato due edizioni dei Campionati europei (1997, 1999).